# Lukas Kircher
Lukas Kircher (* 9. September 1971 in Klagenfurt, Österreich) ist Editorial Designer (Zeitungsdesigner) und Gründer der Medienagentur C3 Creative Code and Content.

## Leben
Nach dem Besuch der Meisterklasse Visuelle Mediengestaltung (Vismed) an der Universität für Angewandte Kunst in Wien von 1989 bis 1993 arbeitete Lukas Kircher als Design Consultant für die Tageszeitung Die Presse und stieg zum Artdirector auf. 1996 wechselte er als Artdirector zur Berliner Zeitung nach Deutschland. Ab 1999 leitete er die Grafik und die Entwicklungsgrafik des Magazins Stern. 2000 gründete er die Medienagentur KircherBurkhardt (ehemals MediaGroup Berlin), aus der, im Jahr 2014, die Agentur C3 Creative Code and Content hervorging.

## Wirken
Kircher wurde vom Weltverband der Zeitungen und Nachrichtenmedien als einer der most celebrated newspaper designers in Europe (meist gefeierte Zeitungsdesigner in Europa) bezeichnet. Einer breiteren Öffentlichkeit wurde er etwa mit der neuen Gestaltung der FAZ bekannt. Seine Designs sind dabei durchaus polarisierend und wurden in der Presse und Fachwelt kontrovers diskutiert. In diesem Zusammenhang warf der Chefredakteure der SZ Kurt Kister Kircher vor, ein Design-Schamane zu sein. Kister wörtlich: Der große Relaunch unter Assistenz eines österreichischen oder spanischen Design-Schamanen erfreut oft die Leser mäßig und hebt die Abozahlen wenig.
Zu seinen bekanntesten Arbeiten zählen (Auswahl):
- Design der Frankfurter Allgemeine Sonntagszeitung (World Best Designed Newspaper 2002)
- Design der Financial Times Deutschland
- Redesign der taz
- Redesign des Manager Magazins
- Redesign des Tagesspiegels (World Best Designed Newspaper 2004)
- Design der Die Welt Kompakt
- Redesign der Welt am Sonntag
- Prototyp für den Internet-Auftritt der Berliner Zeitung
- Relaunch der Berliner Zeitung, 1997
- Entwicklung des Redesigns des Stern-Magazins
- Entwurf und Art Direktion für das Magazin Tools+Toys

Lukas Kircher ist Mitglied des Art Directors Club Deutschland, Jurymitglied der Lead Awards der Stiftung Akademie Bildsprache, Mitglied der Society for Newsdesign und Mitglied der Arbeitsgruppe „Newsdesign 2020“ des American Press Institutes.

## Preise und Auszeichnungen
Kircher wurde zusammen mit Andreas 1987 im Gründerwettbewerb – Mit Multimedia erfolgreich starten vom Bundesministerium für Bildung, Wissenschaft, Forschung und Technologie für „News Management System“ erstmals ausgezeichnet. Weitere Auszeichnungen sind zum Beispiel Astrid Awards (Gold), Malofiej Awards (Gold und Silber) und Best of Corporate Publishing (Gold).